# Sidarka Núñez
 Sidarka de los Milagros Núñez (Santo Domingo, 25 de junho de 1984) é uma voleibolista indoor dominicana, que atuou na posição de central , canhota, com marca de alcance de 330 cm no ataque e 320 cm no bloqueio, disputou a edição dos Jogos Olímpicos de Verão de 2012 em Londres e conquistou a  medalha de ouro nos Jogos Centro-Americanos e do Caribe de 2002 em El Salvador e possui a medalha  de prata no Campeonato NORCECA de 2011 em Porto Rico e o bronze na edição do ano de  2007 no Canadá, participou da conquista do título da Copa Pan-Americana de 2008 no México, além dos vice-campeonatos na edição de 2005 na República Dominicana, mesmo posto obtido no México no ano de 2011 e em 2013 no Peru, além do vice-campeonato obtido na Copa Final Four em 2008 no Brasil e  nesta competição sagrou-se campeã na edição de 2010 no México. Em clubes conquistou a medalha de prata no Campeonato Sul-Americano de Clubes de 2013.

## Carreira
A trajetória profissional de Sidarka no cenário do voleibol nacional ocorreu quando ingressou nas categorias de base do Liga Juan Guzmánpor volta de seus 13 anos de idade e permanecendo por duas temporadas. Pela seleção dominicana infantojuvenil disputou a edição do Campeonato NORCECA de 2002 em Salt Lake City e sagrou-se vice-campeã da competição.
Em 2002 também disputou a edição dos Jogos Centro-Americanos e do Caribe sediado em San Salvador e sagrou-se medalhista de ouro.
Na sequência competiu pelo Club Deportivo Naco em 2000, na jornada seguinte Deportivo Nacional e em 2002 pelo Club Los Prados, em 2004 esteve vinculada pelo Club Bameso .
Representou a seleção dominicana juvenil na edição desta categoria do Campeonato NORCECA de 2004 realizado em Winnipeg, ocasião da conquista da medalha de prata, e no ano seguinte disputou o Campeonato Mundial Juvenil em Ankara e Istambul, ocasião que vestia a camisa #17, quando finalizou na nona posição  .
Na temporada de 2005 pela seleção dominicana conquistou a medalha de prata na edição do Copa Pan-Americana sediada em Santo Domingo e disputou  a edição do Grand Prix de 2005, quando vestiu a camisa #17 quando terminou na décima primeira colocação.
Ainda em 2005 disputou a edição do extinto Torneio Internacional Salonpas Cup sediado em São Paulo pelo selecionado da federação de seu país (FEDOVOLI) que utilizou o nome de Club Proyecto Nacional.
Competiu nessa jornada pela equipe da Liga Juan Guzmáne alcançou o vice-campeonato na Liga Dominicana, na época chamada de Torneo Metropolitano de Voleibol de 2005.Em 2007 vinculada com o Liga Juan Guzmán representou a seleção principal na edição do Grand Prix de 2007 quando finalizaram na décima primeira posição, disputou também a edição da Copa Pan-Americana de 2007 em Colima, conquistando a medalha de bronze e esteve também no elenco dominicano que disputou os playoffs da Liga Nacional Cubana de 2007, mesmo posto obtido na edição do Campeonato NORCECA no mesmo ano  em Winnipeg .
Pela seleção principal disputou a edição dos Jogos Pan-Americanos de 2007 no Rio de Janeiro, ocasião que finalizou na quinta colocação; mais tarde disputou por seu país a Copa do Mundo de 2007 no Japão com a camisa #4, ocasião que alcançou a nona posição final e no mesmo ano disputou o Torneio Pré-Olímpico NORCECA realizado em Monterrey, conquistando a quarta colocação.
Transferiu-se para o voleibol japonês no período esportivo 2007-08, passando a competir nesta ocasião pelo Ageo Medics disputou a Liga B Japonesa (V.Challenge) e conquistando o terceiro lugar, sendo a melhor atacante e maior pontuadora da edição.
Na edição do Salonpas Cup de 2008 sediado em São Paulo representou o CDN/Mirador finalizando na quinta posição.
Representando seu país ainda em 2008 na edição do Torneio Pré-Olímpíco Mundial realizado em Tóquiofinalizando na quarta posição, na sequencia disputou a edição da Copa Pan-Americana nas cidades mexicanas de Tijuana e Mexicali conquistando o primeiro título inédito nesta competição e ainda foi um dos destaques do time e premiada como a melhor jogadora da edição, estabeleceu na competição um recorde de 37 pontos registrados numa só partida; época que atuava pelo Club Malangae disputou também a edição do Grand Prix de 2008.
Ainda em 2008 disputou a Copa Final Four em Fortaleza pela seleção dominicana e conquistou  a medalha de prata neste evento.Competiu pelo Hitachi Sawa Rivale nas competições do período de 2008-09, terminando na décima posição na Liga A Japonesa e também competiu na Copa Imperatriz.
Novamente pela seleção dominicana esteve no elenco que se preparava para edição da Copa Pan-Americana de 2009 que realizou-se em Miamie também na preparação do Grand Prix de 2009.
Em 2010 defendeu as cores do Mirador VC, Conquistou a medalha de ouro na edição da Copa Final Four de 2010 em Chiapas.
Voltou a competir por seu país na edição do Grand Prix de 2010, utilizou a camisa #9, quando finalizou na oitava colocação  e disputou a edição do Campeonato Mundial de 2010 no Japãoe terminou na décima sétima colocação.
Em 2011 foi contratada pelo clube porto-riquenho Indias de Mayagüez e terminou na terceira posição na correspondente Liga A Porto-riquenha.
Novo retorno para seleção dominicana ocorreu em 2011 participando da edição dos Jogos Pan-Americanos de Guadalajara e terminou na quarta posição, pouco antes também disputou a edição do Campeonato NORCECA de 2011 sediado em Caguasobtendo a medalha de prata e nesta jornada esportiva pela seleção também disputou a Copa Pan-Americana celebrada em Ciudad Juárez e obteve a medalha de prata .
Em 2012 foi convocada pelo técnico brasileiro Marcos Kweik para seleção dominicana para disputar o Torneio Pré-Olímpico NORCECA sediado em Tijuana, ocasião que vestiu a camisa #9 e obtendo o título e a qualificação olímpica, competindo também na edição da Copa Pan-Americano de 2012 nas cidades de Ciudad Juárez e Chihuahuaterminando na quarta colocação.Dispuou pela primeira vez a edição dos Jogos Olímpicos de Verão de 2012 realizado em Londres, vestindo a camisa #9,finalizando na quinta posição, após eliminação nas quartas de final.Também disputo o Grand Prix de 2012encerrando na décima segunda colocação.
Pel primeira vez passa atuar no voleibol peruano quando contratada pela Universidad César Vallejo disputando a Liga Nacional Superior de 2012-13 (Liga A Peruana)conquistando o título da edição e sendo premiada a melhor atacante da competição e disputou  o Campeonato Sul-Americano de Clubes de 2013 em Limaquando obteve a medalha de prata .
Pela seleção dominicana disputou em 2013 a Copa Pan-Americana em Lima, conquistando mais um vice-campeonato na história da competição e disputou o Grand Prix de 2013encerrando na décima colocação; na jornada seguinte esteve inativa para se dedicar a maternidade.
Pela seleção dominicana disputou a edição do Montreux Volley Masters de 2014, vestindo a camisa #9 finalizando na sétima colocação e também convocada para o Grand Prix de 2014 e terminou na décima terceira colocação.
Nas competições de 2014-15 voltou a defender as cores do time peruano Universidad César Vallejo conquistando o terceiro lugar la Liga A Peruana correspondente, nesta temporada sofreu uma fratura do tornozelo esquerdo na fase final da competição.
Esteve também no elenco dominicano convocado para a edição do Grand Prix de 2015 (Primeiro Grupo), época que estava vinculada ao Club Malangafinalizando na décima segunda colocação.
No período esportivo de 2017-18 retornou ao voleibol peruano, desta vez na Liga B Peruana pelo Rebaza Acosta, mas não conseguiu a promoção a elite do voleibol peruano e foi conrtatada pelo Caribeñas Volleyball Club para a temporada 2018-19.

## Títulos e resultados
- Torneio Pré-Olímpico NORCECA:2012[67]
- Torneio Pré-Olímpico Mundial:2008[41]
- Torneio Pré-Olímpico NORCECA:2007[32]
- Jogos Pan-Americanos:2011[61]
- Copa Pan-Americana:2012[69]
- Campeonato Peruano:2012-13[82]
- Campeonato Peruano:2014-15[97]
- Liga A Dominicano:2005[21]
- Liga B Japonesa:2008-08[35]
- Liga Superior de Porto Rico:2011[59]

## Premiações individuais
- MVP da Copa Pan-Americana de 2008[43]
- Melhor Atacante da Liga A Peruana de 2012-13 [82]
- Melhor Atacante da Liga A Japonesa de 2007-08[3]
- Maior Pontuadora da Liga A Japonesa de 2007-08[3]